# 謝爾吉伊夫卡 (科德馬區)
47°59′58″N 29°4′29″E / 47.99944°N 29.07472°E
塞爾希伊夫卡（烏克蘭語：Сергіївка）是位於烏克蘭西南部的村莊，由敖德萨州波季利斯克区的科迪馬市鎮負責管轄。該村始建於1944年，面積1.15平方公里，2001年人口285，人口密度每平方公里247.83人。